# Hoplosternini
Hoplosternini es una tribu de peces siluriformes de agua dulce, la que junto a Callichthyini conforman la subfamilia Callichthyinae. Los 2 géneros que incluye Hoplosternini se distribuyen en aguas templadas, templado-cálidas y cálidas del sur de Centroamérica y del norte, centro y centro-sur de Sudamérica. Sus integrantes son denominados comúnmente cascarudos, peloncitos, etc.

## Taxonomía

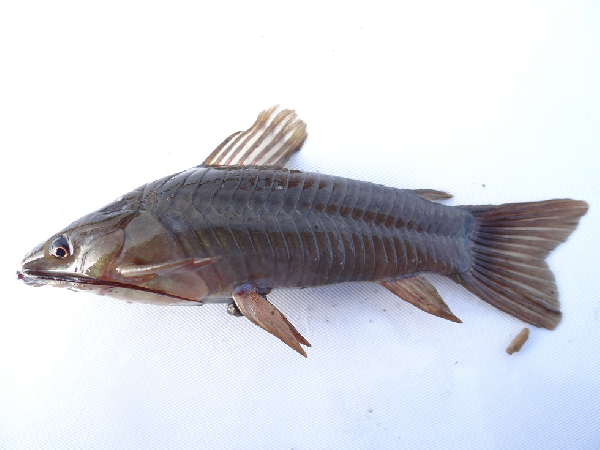
Hoplosternum magdalenae.

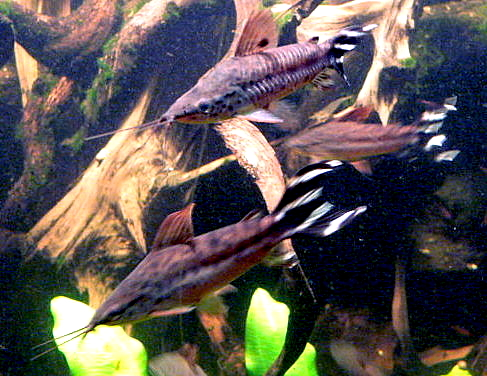
Dianema urostriatum.

Este taxón fue descrito originalmente en el año 1959 por P. M. Miranda Ribeiro. El género tipo es Hoplosternum Gill, 1858.

### Relaciones filogenéticas y subdivisión
En el año 1940, Gosline fue el primero en sugerir que Callichthyidae estaba formado por 3 grupos filogenéticos. En 1952, Hoedeman categoriza como subfamilia a Callichthyinae, y 7 años después Miranda Ribeiro crea a Hoplosterninae. En 1998 Reis corrobora la monofilia de Callichthyinae, al igual que en 2004, lo hacen Shimabukuru-Dias y otros; en todos los casos, sin segmentarlas en tribus.
En 2013, en su tesis, Vera-Alcaraz estudió toda la familia Callichthyidae abordando de manera total la evidencia disponible mediante análisis filogenéticos, empleando metodología cladística, lo que permitió corroborar mayormente las monofilias presentadas por anteriores especialistas, conciliando las diferencias con algunas propuestas de reordenamientos taxonómicos. Refrendó el tratamiento subfamiliar para Callichthyinae, y dado que encontró que esta está formada por 2 clados monofiléticos, los categorizó como sendas tribus: Callichthyini y Hoplosternini. 
Dentro de Hoplosternini, Hoplosternum fue recuperado como no monofilético, por lo cual se lo colocó provisionalmente entre comillas (“Hoplosternum’’), ya que no se había logrado terminar aún la colecta de la información molecular necesaria que permitiese contar con un panorama más acabado de su filogenia, y así completar una revisión del mismo, por lo cual se publicarían formalmente en el futuro las recomendaciones para el tratamiento del mismo.
El clado compuesto por “Hoplosternum” littorale es el grupo hermano del que integra “Hoplosternum” punctatus; este último a su vez es hermano del que integran “Hoplosternum” magdalenae más Dianema.
Por lo tanto y provisoriamente, en la tribu Hoplosternini se han adscrito 2 géneros:
- “Hoplosternum’’ Gill, 1858
- Dianema Cope, 1877

## Distribución y hábitat
Esta tribu se distribuye en el sur de América Central y en el norte, centro y centro-sur de América del Sur, en Panamá y todos los países hacia el sur (excluyendo Chile), con especies en Guyana, Guayana Francesa, Surinam, Venezuela, Colombia, Ecuador, Perú, Bolivia, Brasil, Paraguay, Uruguay hasta la Argentina.
Está presente en todas las grandes cuencas hidrográficas sudamericanas al oriente de los Andes con pendiente del Atlántico: del Amazonas, del Orinoco, del Tocantins, del São Francisco y del Plata; también en las cuencas del río Magdalena, del Sinú y del Atrato del mar Caribe, y en drenajes atlánticos de las Guayanas y del este del Brasil, alcanzando por el sur la cuenca de la laguna de los Patos. En la pendiente del Pacífico solo se encuentra en ríos y arroyos del sur de Panamá.